# Pierre Audouin
Pour les articles homonymes, voir Audouin.
Pierre Audouin, né à Paris en 1768 et mort à Paris le 12 juillet 1822, est un dessinateur et graveur au burin français.

## Biographie
Il est l’élève de Jacques Firmin Beauvarlet. 
Sous l’Empire, il obtient le titre de graveur de Madame Mère, Letizia Bonaparte. Il participe au Livre du Sacre de l'Empereur (1804), exécutant trois gravures d'après Jean-Baptiste Isabey.
Au retour des Bourbons, il grave les portraits des princes de la famille royale et des principaux personnages de l'époque, dont Wellington et Marmont, ce qui lui vaut le titre de graveur ordinaire du roi.
Il a comme élèves entre autres Claude-Marie-François Dien.

## Œuvre
Il grave entre autres d'après des peintures de Le Corrège, Raphaël, Eustache Lesueur, travaux qui l'ont rendu assez célèbre en son temps.
- La Vierge, l’Enfant Jésus et saint Jean, d’après La Belle Jardinière de Raphaël Sanzio.
- Christ porté au tombeau, d’après Le Caravage.
- Madeleine, d’après Carlo Dolce.
- La Charité, d’après Andrea del Sarto.
- Jupiter et Antiope, d’après Le Corrège.
- Apollon couronnant la Vérité, d’après Charles Paul Landon.
- Vénus blessée, d’après Raphaël.
- Muses : Melpomène, Polymnie, Erato, d’après Eustache Lesueur.
- Muses : Clio, Euterpe, Thalie, idem.
- Polymnie, d’après Lorenzo Bartolini.
- Offrande à la Vertu, d’après Jean Raoux.
- Jeune athlète remerciant les Dieux, d’après Pierre Bouillon.

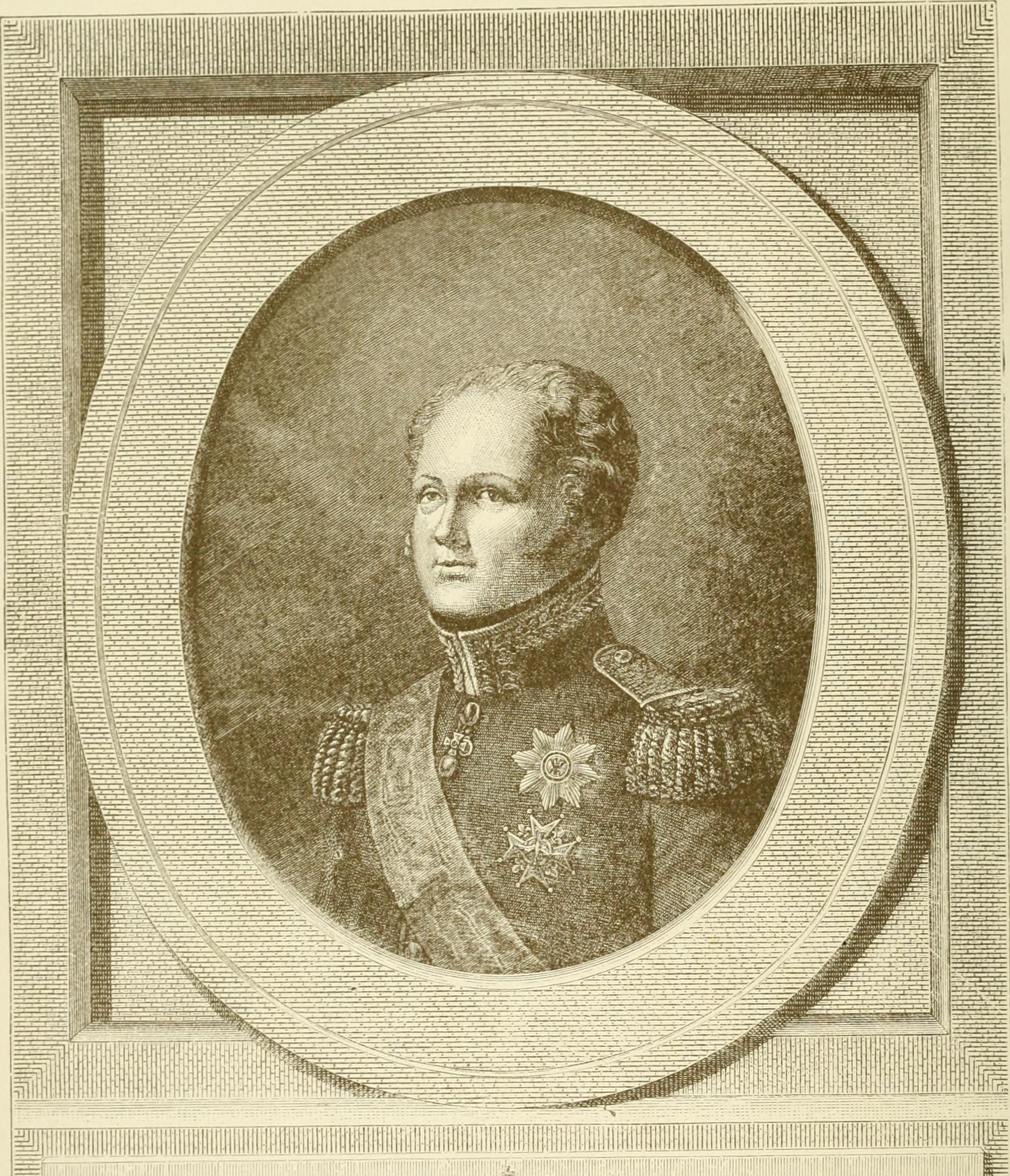
Alexandre Ier de Russie (1777-1852)
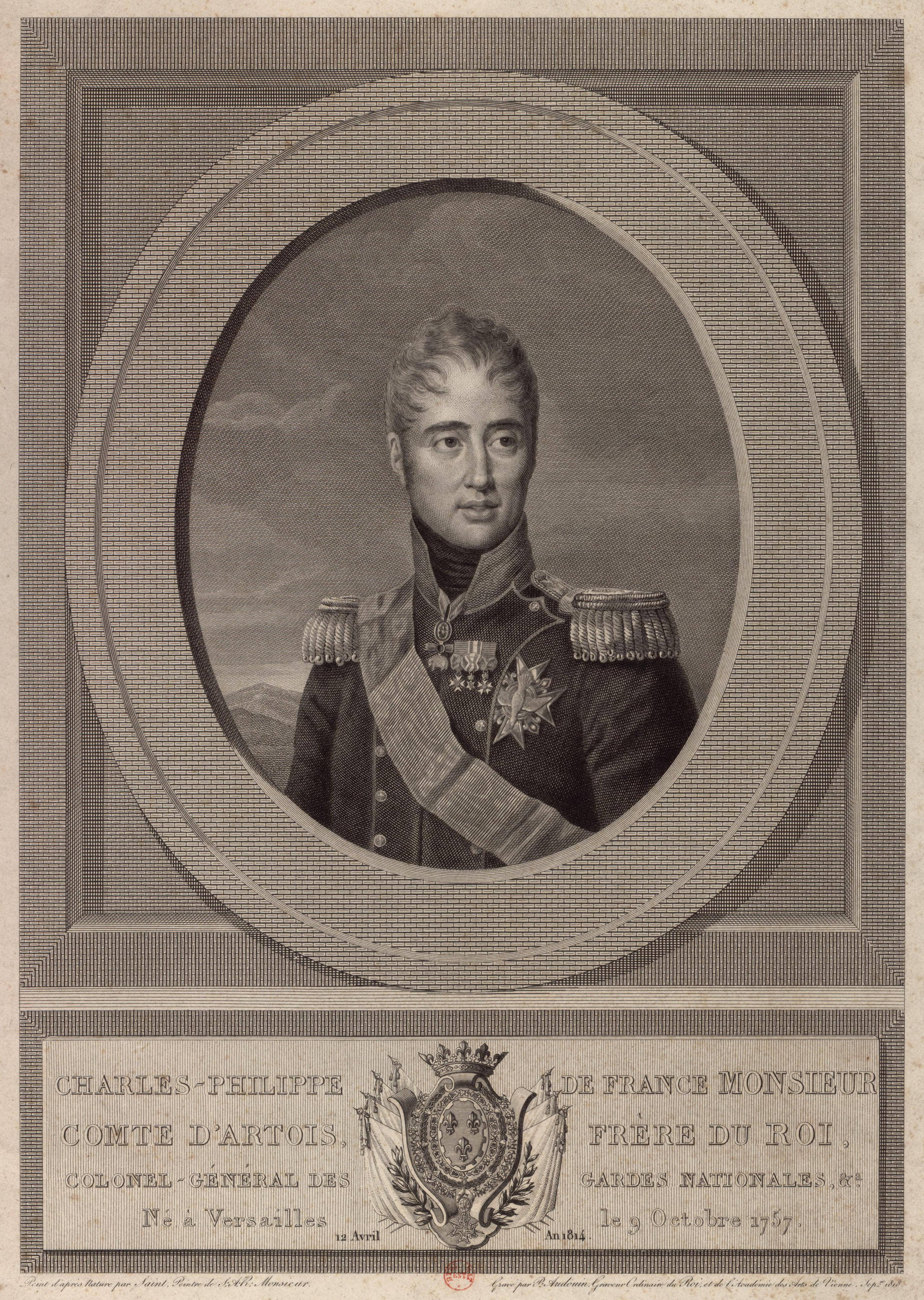
Portrait en gravure de Charles-Philippe de France, comte d'Artois (1818) futur Charles X
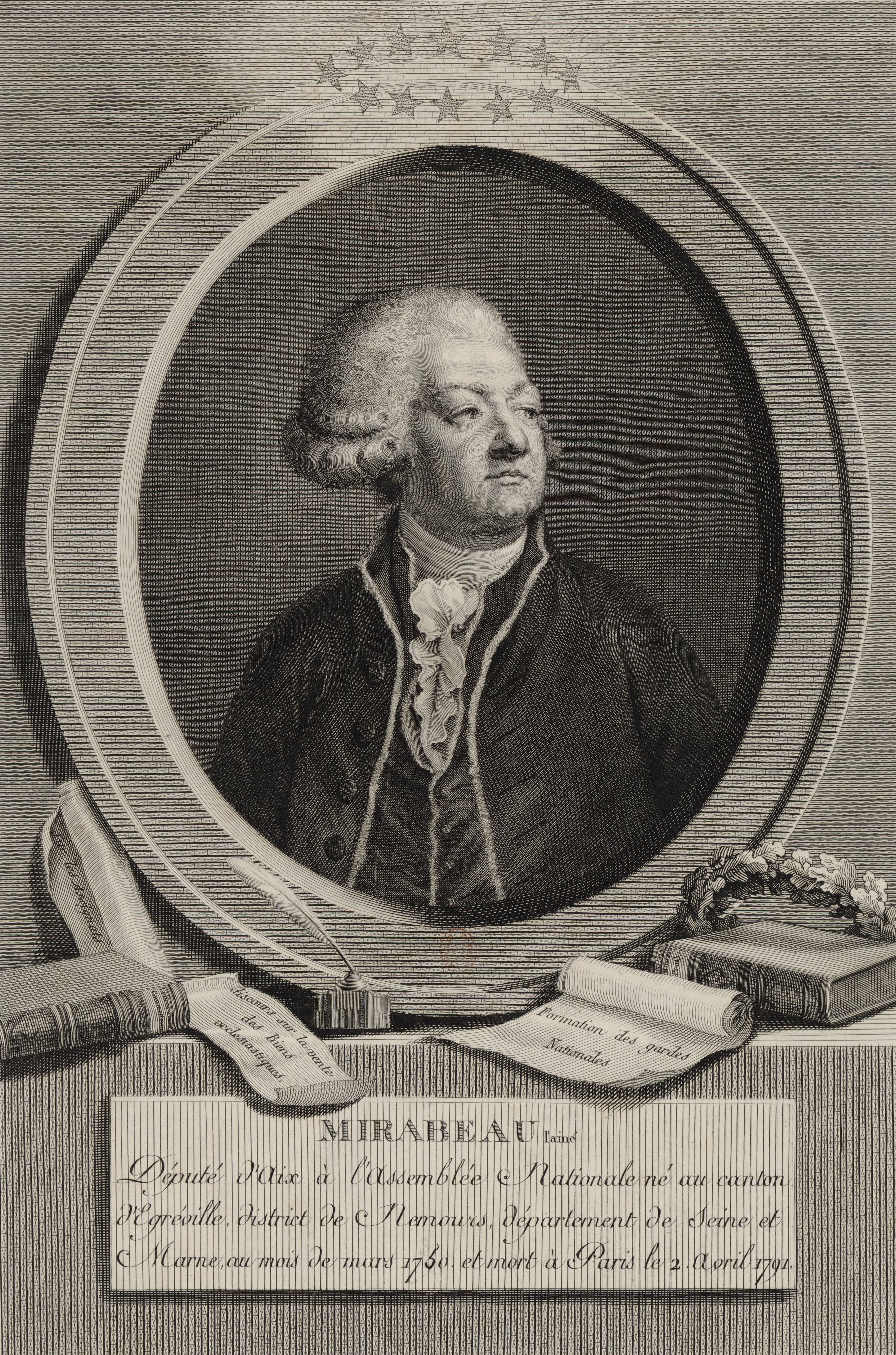
Portrait of Honoré-Gabriel Riqueti, comte de Mirabeau
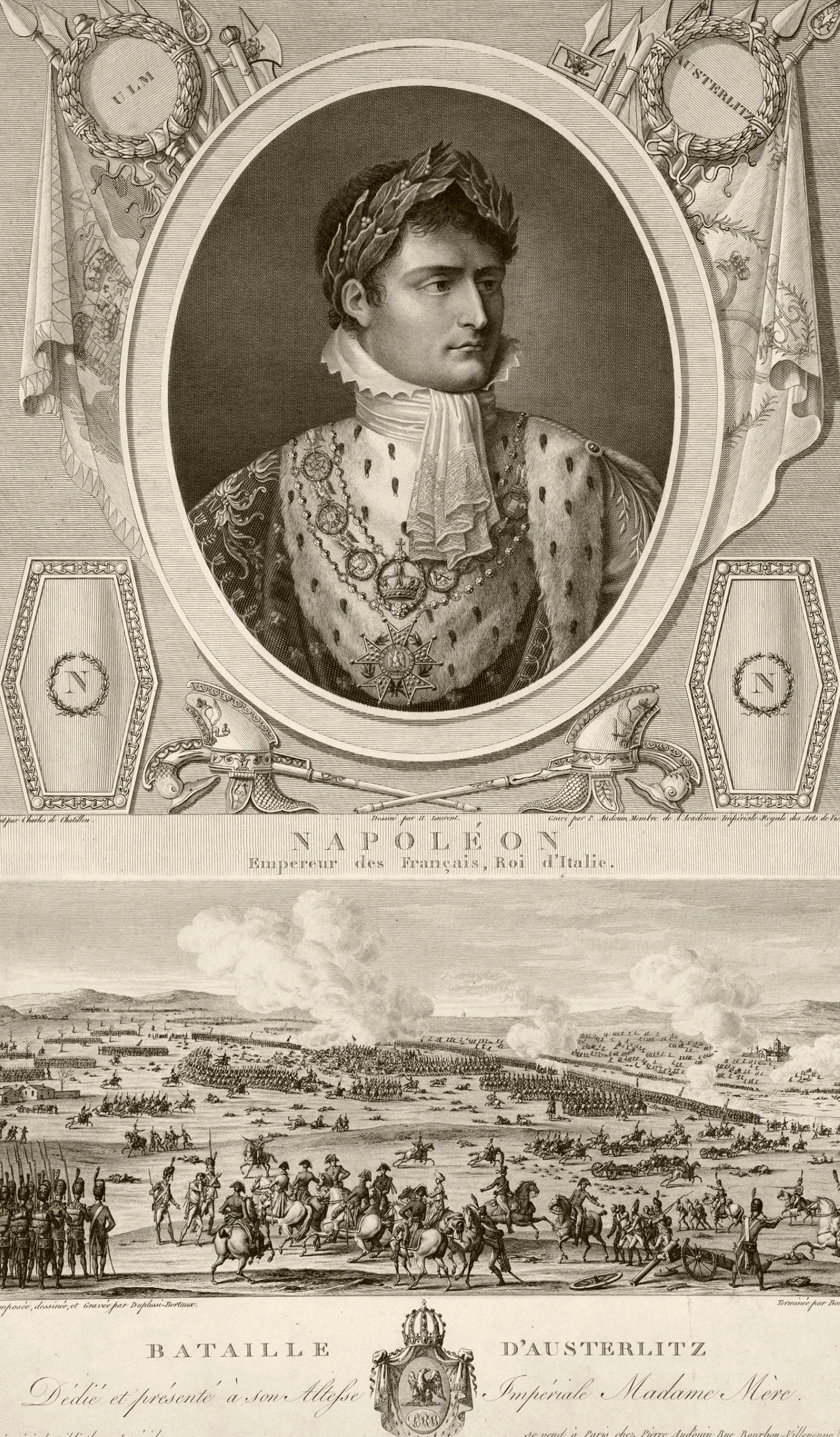
Napoléon et la bataille d'Austerlitz